# Kanashen
Kanashen (voluit: Kanashen Community-Owned Conservation) is een inheems gebied en beschermd natuurgebied in de Upper Takutu-Upper Essequibo regio van Guyana. Het wordt bewoond door de Waiwai. In 2004 werd het gebied eigendom van de Waiwai, en is een wettelijk beschermd natuurgebied. Kanashen bevat de bron van de Essequibo, ongerept tropisch oerwoud en het Acarigebergte met een maximale hoogte van 1.200 meter. Kanashen heeft een oppervlakte van 6.486 km2.

## Geschiedenis
De Waiwai werden het eerst bezocht door Robert Schomburgk in de jaren 1830. Ze bevonden zich zowel aan de Guyaanse als ook aan de Braziliaanse kant van het Acarigebergte. In 1884 werden het gebied verkend door Henri Coudreau en woonden de Waiwai aan de Braziliaanse kant. Tussen 1925 en 1950 verhuisden de Waiwai naar de bovenloop van de Essequibo.
In 1950 werd het gebied bezocht door zendelingen van de Unenvangelized Fields Mission (nu: Crossworld), en werd de bevolking geconcentreerd in Kanashen of Konashenay ("God houdt hier van je"). De meerderheid van de bevolking behoorde tot de Waiwai, maar er woonden ook andere volken. Het dorp telde ongeveer 500 inwoners.
In 1971 werd de missie verjaagd uit Kanashen door de regering Burnham en vluchtten de meeste Waiwai naar Roraima in Brazilië en Alalapadoe in Suriname. Een kleine groep bleef wonen in het dorp Masakinyari ("Het land van steekmuggen").
In 2004 werd de Kanashen Community Owned Conservation opgericht en werd het land in eigendom gegeven aan de Waiwai. Het is wettelijk beschermd, en heeft een IUCN classificatie als ecosysteem. In 2017 werd het gebied uitgebreid. De Waiwai zijn verantwoordelijk voor de beheer van het natuurgebied.

## Natuur
Het Kanashen gebied is een van de best bewaarde tropische regenwoudgebieden van Zuid-Amerika vanwege de geringe bevolkingsdichtheid. Er zijn meer dan 2.700 planten geïdentificeerd. Bij de rivieren bevinden zich onder andere reuzenotters en capibaras. In de bossen komen jaguars, tapirs en boshonden voor. Saki's komen in grote aantallen voor. Er zijn ook veel insecten en spinnen die nog niet geïdentificeerd of benoemd zijn.:4
Aishalton · Dadanawa Ranch · Kanashen · Karasabai · Lethem · Nappi · St. Ignatius